# Philothermopsis pseudohamatus
Philothermopsis pseudohamatus is een keversoort uit de familie dwerghoutkevers (Cerylonidae). De wetenschappelijke naam van de soort werd in 1978 gepubliceerd door Roger Dajoz.